# 757年
| 千纪： | 1千纪 |
| 世纪： | 7世纪 \| 8世纪 \| 9世纪                                                                                      |
| 年代： | 720年代 \| 730年代 \| 740年代 \| 750年代 \| 760年代 \| 770年代 \| 780年代                                    |
| 年份： | 752年 \| 753年 \| 754年 \| 755年 \| 756年 \| 757年 \| 758年 \| 759年 \| 760年 \| 761年 \| 762年              |
| 纪年： | 丁酉年（鸡年）；唐至德二載；南诏赞普钟六年；安禄山圣武二年；日本天平胜宝九岁，天平宝字元年；渤海国大興二十年 |

## 大事记
- 中國
  - 唐肅宗李亨為向回紇借兵收復長安，命令廣平王李豫與回紇太子葉護結為兄弟。
  - 唐肅宗李亨改安南都護府為鎮南都護府。
  - 1月，唐朝將領李光弼與燕軍將領史思明等人爆發太原之戰，史思明被李光弼擊退後，還守范陽。唐廷遷李光弼為司空，封鄭國公。
  - 1月25日——唐朝與燕爆發睢陽之戰
  - 1月30日——安慶緒殺安祿山。
  - 5月，唐軍為收復首都長安而發起清渠之戰，郭子儀率領的唐軍在燕軍騎兵的兩翼夾擊下大敗，使得唐軍的形勢更為嚴峻，在之後的戰役中不得不以回紇騎兵為收復兩京的主力。
  - 5月25日——南陽守將魯炅率殘部突圍，撤退至襄陽，田承嗣尾隨追擊，雙方進入僵持階段。
  - 10月9日——燕軍攻陷睢陽。
  - 10月，郭子儀隨廣平郡王李俶統令朔方、安西、回紇、南蠻、大食二十萬大軍，與燕軍將領安守忠、李歸仁在香積寺之戰獲得決定性勝利，收復長安，唐玄宗從四川東返長安，田承嗣等部不得不從南陽撤退。南陽戰役結束。
  - 10月，郭子儀在新店之戰擊敗安慶緒的燕軍，收復東京洛陽。
  - 永王李璘之亂。
- 日本
  - 橘奈良麻呂之亂。

## 逝世
- 安祿山，安史之亂主要發動人之一。
- 哥舒翰，唐朝名將。
- 張巡，唐朝真源縣令，睢陽之戰指揮官。
- 許遠，唐朝睢陽郡太守，睢陽之戰指揮官。
- 南霽雲，張巡、許遠的部將。
- 雷萬春，張巡的部將。
- 姚誾，唐朝軍事人物，安史之亂時跟隨張巡、許遠死守睢陽。
- 李璘，唐玄宗第十六子，封永王，在江陵起事，江西採訪使皇甫銑所擒後正法。